# Ян, Отто
Отто Ян (нем. Otto Jahn; 16 июня 1813, Киль — 9 сентября 1869, Гёттинген) — немецкий филолог, археолог и музыковед.

## Биография
Учился в Университете имени Христиана Альбрехта (в том числе у И. Классена), Лейпцигском университете и Университете Фридриха Вильгельма в Берлине. Ученик Фридриха Герхарда. С 1839 года преподавал в Киле, в 1842—1847 годах в Грайфсвальдском университете, затем в Лейпцигском университете, откуда был уволен в 1851 году, в том числе в связи с вовлечённостью в революционное движение 1848—1849 гг. С 1855 года преподавал и руководил художественным музеем в Бонне, с 1865 г. и до конца жизни работал в Берлине. Был избран членом-корреспондентом Петербургской Академии наук (1855).

## Труды
Как отмечала Энциклопедия Брокгауза и Ефрона,

отличительной чертой литературной деятельности Яна является её разносторонность, вполне соответствовавшая универсальности его научных интересов. При филологических работах Ян пошёл по пути строгого критического метода, проложенному Беккером и Лахманном. Счастливая случайность дала ему возможность открыть лучшие источники рукописного предания для Цензорина (Берлин, 1845), Ювенала (Берлин, 1851 и 1868), Флора и некоторых других авторов. К конъектуральной критике Ян прибегал редко, но, в противоположность господствовавшему тогда, под влиянием Лахманна, исключительно критическому отношению к античным текстам, Ян обратил внимание и на их интерпретацию. Великолепным образчиком её, пользующимся громкой славой и доселе, является издание Персия (Лпц., 1843), а также Цицероновых «Брута» (ib., 1849 и часто) и «Оратора» (ib., 1851 и часто).

В университетский курс Ян впервые ввёл семинары по истории античного искусства, организованные по образцу филологических. В весьма запутанной и туманной до Я. археологической дисциплине он требовал старательного отделения фактов от комбинаций, «честного признания трудностей и сомнений, составляющего основу истинного знания» («Ficoronische Cista», Лпц., 1852). Боязнь пред ненадежными исканиями удерживала Я. от мифологических исследований, но это не помешало ему заняться некоторыми темными сторонами человеческого суеверия; таково его исследование «Ueber den bösen Blick» (Лпц., 1855), высоко оцененное Якобом Гриммом. Ян первый начал исторически изучать вазовую живопись (пред. к «Beschreibung der Vaseüsammlung in München», 1854; «Vasenbilder», Гамб., 1839; «Darstellungen griechischer Dichter auf Vasenbildern», Лпц., 1861 и др.). Он же впервые указал на важное значение в истории греческого искусства племенных различий между эллинами и на аналогию развития искусства с развитием поэзии и философии; он охотно брался за такие задачи, где традиции поэтическая и художественная взаимно пополняли и объясняли друг друга. Из других археологических работ Яна особенно ценное приобретение для науки составляют следующие: «Telephos und Troïlos» (Киль, 1841); «Die Gemälde des Polygnot» (ib., 1841); «Pentheus und die Mänaden» (ib., 1842), «Paris und Oinone» (Грейфсвальд, 1845); «Peitho, die Göttin der Ueberredung» (ib., 1846); «Ueber einige Darstellungen der Parisurtheils» (Лпц., 1849); «Die Wandgemälde des Columbariums in der Villa Pamfili» (Мюнхен, 1857); «Der Tod der Sophonisbe» (Бонн, 1859); «Die Lauersforter Phalerae erläutert» (ib., 1860); «Römische Altertümer aus Vindonissa» (Цюрих, 1862); «Ueber bemalte Vasen mit Goldschmuck» (ib., 1865); «Ueber Darstellungen des Handwerks und des Handelsverkehrs» (ib., 1868). Из сочинений Яна, написанных по разным случаям, наиболее любопытны речи о Винкельмане (Грейфсвалд, 1844) и Готтфриде Германне (Лпц., 1849), напечатанные, вместе с другими речами, в « Biographische Aufsätze» (2 изд., 1867); рассуждение о значении и месте изучения древностей в Германии (Б., 1859); «Eduard Gebhard, eine Lebensskizze» (ib., 1868); сборник статей под заглавием: «Aus der Altertumswissenschaft» (Бонн, 1868). Немаловажный вклад в историю немецкой словесности представляют сочинения Яна: «Ueber Goethes Iphigenia» (Грейфсвальд, 1843) и «Ludwig Uhland» (Бонн 1863), равно как и его издания писем Гёте к лейпцигским друзьям (Лпц., 1849; 2 изд., 1867) и других материалов для биографии и характеристики этого писателя: «Briefe der Frau Rat an ihre lieben Enkeleins» (Лпц., 1855) и «Goethes Briefe an Chr.-Gottl. von Voigt» (ib., 1868).
Главные плоды занятий Яна музыкой — сочинение об оратории Мендельсона «Павел» (Киль, 1842), переложение для фортепьяно Бетховенской «Леоноры», с приведением её вариантов и с критическим предисловием (Лпц., 1851), сборник различных статей по музыке (ib., 1866) и биографию Моцарта — мастерский образец историко-критического изложения, составивший эпоху в музыкальной литературе (Лпц., 1856—1860; 2-е сокращенное изд., ib., 1867; 3 изд., 1889—91).